# Chlorolydella trochanterata
Chlorolydella trochanterata là một loài ruồi trong họ Tachinidae.